# Durkslag

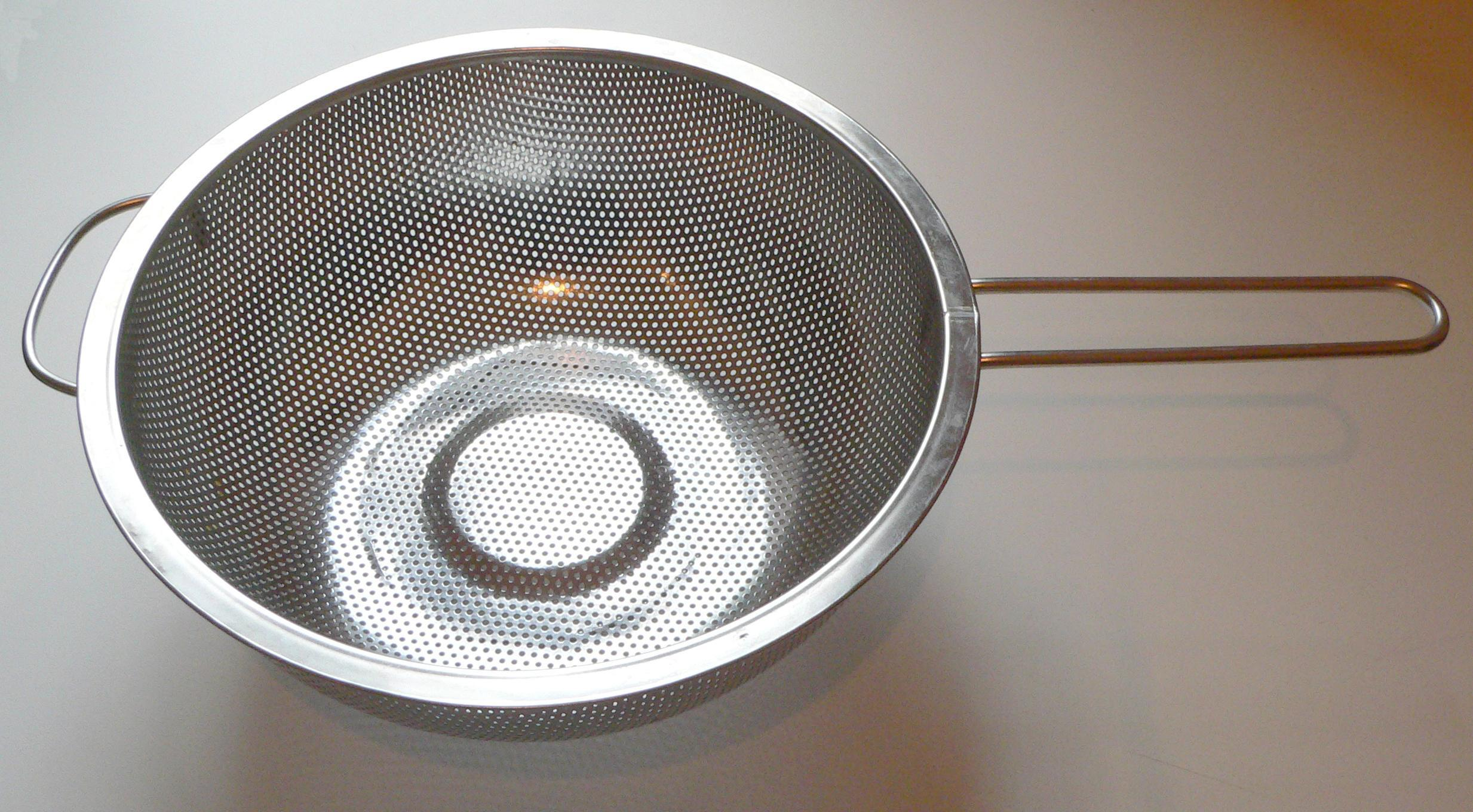
Ett durkslag

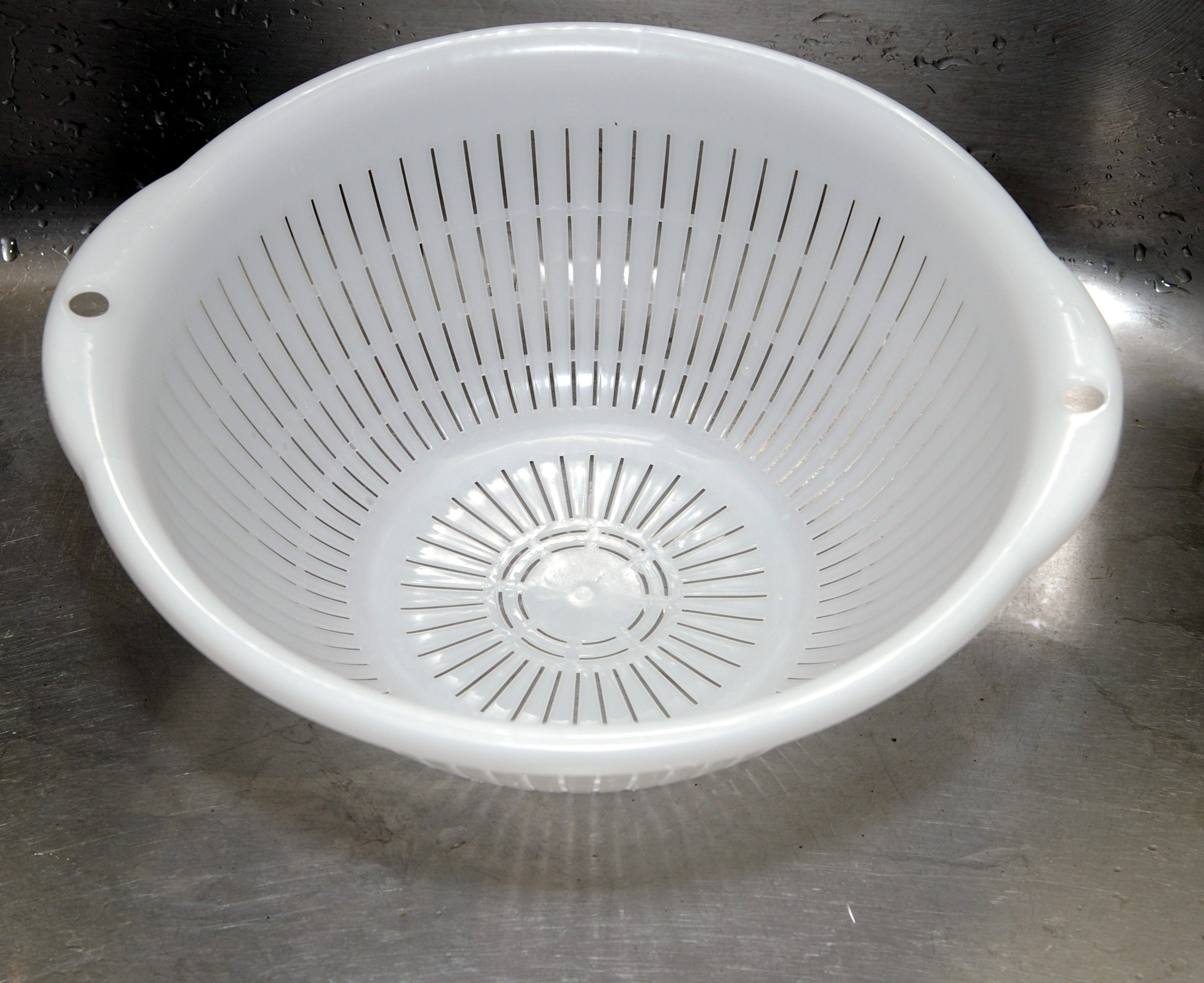
Ett durkslag av plast

Durkslag av vitglaserad fajans från 1700-talets mitt - Skoklosters slott.

Ett durkslag (sköljare) är en grövre sil. I botten och på sidorna finns hål som släpper igenom vätskan.
Durkslaget är ett köksredskap som bland annat används för sköljning av sallad och för att separera kokvatten från pasta. Det tillverkas vanligen i lättmetall eller plast och kan ofta stå balanserat på sin botten. Det finns även kastruller med integrerade durkslag.
Durkslag har tillverkats av flera olika material genom åren, till exempel keramik, koppar, mässing, plast eller bleck.
Fram till 1900-talet var det vanligt att durkslag tillverkades av plåt, som genomborrades och förzinkades. Dessa hål hade vanligen en dekorativ form, exempelvis blommönster.
I Asien förekommer regelmässigt durkslag som är bredare än de vanliga europeiska, och som är gjorda av bambu, likt zaru.
I Sverige har durkslag använts i högreståndsmiljöer sedan mitten av 1500-talet medan de ännu var ovanliga bland allmogen på 1700-talet.

## Etymologi
I svenska språket är ordet "durkslag" belagt sedan 1613, och kommer från tyskans durchschlagen, som betyder slå igenom.
Förledet "durk-" kommer sig av en tysk preposition som betyder "genom". Det är en mellanform mellan det högtyska durch och det äldre lågtyska dör. Förledet förekommer med samma betydelse i durkdriven.